# Moimenta de Maceira Dão e Lobelhe do Mato
Moimenta de Maceira Dão e Lobelhe do Mato (oficialmente: União das Freguesias de Moimenta de Maceira Dão e Lobelhe do Mato) é uma freguesia portuguesa do município de Mangualde, com 7,15 km² de área e 727 habitantes (censo de 2021). A sua densidade populacional é 101,7 hab./km².

## História
Foi criada aquando da reorganização administrativa de 2012/2013,  resultando da agregação das antigas freguesias de Moimenta de Maceira Dão e Lobelhe do Mato.

## Demografia
A população registada nos censos foi:
| Distribuição da População por Grupos Etários | Distribuição da População por Grupos Etários | Distribuição da População por Grupos Etários | Distribuição da População por Grupos Etários | Distribuição da População por Grupos Etários | Distribuição da População por Grupos Etários |
| -------------------------------------------- | -------------------------------------------- | -------------------------------------------- | -------------------------------------------- | -------------------------------------------- | -------------------------------------------- |
| Antes da agregação                           |                                              |                                              |                                              |                                              |                                              |
| Ano                                          | 0-14 anos                                    | 15-24 anos                                   | 25-64 anos                                   | >= 65 anos                                   | Total                                        |
| 2001                                         | 187                                          | 136                                          | 487                                          | 171                                          | 981                                          |
| 2011                                         | 95                                           | 95                                           | 406                                          | 177                                          | 773                                          |
| Após a agregação                             |                                              |                                              |                                              |                                              |                                              |
| Ano                                          | 0-14 anos                                    | 15-24 anos                                   | 25-64 anos                                   | >= 65 anos                                   | Total                                        |
| 2021                                         | 65                                           | 78                                           | 374                                          | 210                                          | 727                                          |